# Vanlue
Vanlue és una població dels Estats Units a l'estat d'Ohio. Segons el cens del 2000 tenia 371 habitants.

## Demografia
Segons el cens del 2000, Vanlue tenia 371 habitants, 141 habitatges, i 104 famílies. La densitat de població era de 511,6 habitants/km².
Dels 141 habitatges en un 35,5% hi vivien nens de menys de 18 anys, en un 56,7% hi vivien parelles casades, en un 10,6% dones solteres, i en un 26,2% no eren unitats familiars. En el 21,3% dels habitatges hi vivien persones soles el 14,2% de les quals corresponia a persones de 65 anys o més que vivien soles. El nombre mitjà de persones vivint en cada habitatge era de 2,63 i el nombre mitjà de persones que vivien en cada família era de 3,07.
Per edats la població es repartia de la següent manera: un 29,9% tenia menys de 18 anys, un 8,4% entre 18 i 24, un 26,7% entre 25 i 44, un 19,7% de 45 a 60 i un 15,4% 65 anys o més.
L'edat mediana era de 35 anys. Per cada 100 dones de 18 o més anys hi havia 94 homes.
La renda mediana per habitatge era de 31.786 $ i la renda mediana per família de 37.500 $. Els homes tenien una renda mediana de 34.886 $ mentre que les dones 21.964 $. La renda per capita de la població era de 14.768 $. Cap de les famílies i el 3,7% de la població estaven per davall del llindar de pobresa.

## Poblacions més properes
El següent diagrama mostra les poblacions més properes.